# A Voz de Timor
Die portugiesischsprachige A Voz de Timor (Die Stimme Timors) war die erste Zeitung in der Kolonie Portugiesisch-Timor. Sie wurde von der portugiesischen Regierung herausgegeben und war neben dem 1973 eingestellten Magazin Seara des Bistums Dili, dort das wichtigste Printmedium. Die A Voz de Timor erschien wöchentlich ab dem 16. August 1959 bis zu ihrer Einstellung 1975.
Zahlreiche Timoresen, die später in der Unabhängigkeitspolitik eine Rolle spielten, waren für die A Voz de Timor tätig. Zu ihnen gehörten unter anderem José Ramos-Horta, Francisco Borja da Costa, Xanana Gusmão und Maria Olandina Isabel Caeiro Alves. Direktor war Francisco Lopes da Cruz. Die Journalisten wurden aufgrund ihres Wissens und ihrer intellektuellen Fähigkeiten ausgewählt. Entsprechend der politischen Einstellung der einzelnen Mitarbeiter entstanden auch politische Kommentare, die sich kritisch mit der portugiesischen Diktatur und Kolonialherrschaft auseinandersetzten. Aufgrund seiner antikolonialen Artikel wurde zum Beispiel Ramos-Horta für zwei Jahre nach Mosambik verbannt. Zurück in Timor verfasste er den Artikel Der Mythos und die Realität, womit er erneut in das Fadenkreuz der Geheimpolizei kam. Andere politische Artikel erschienen aus seiner Feder. Nur die Nelkenrevolution in Portugal 1975 kam einer erneuten Verbannung Ramos-Hortas zuvor.
Auch mit der einheimischen timoresischen Kultur befasste man sich. So veröffentlichte der Poet und Autor Inácio de Moura in der A Voz de Timor Legenden der Kemak.